# Camerata de Caracas
La Camerata de Caracas es una ONG venezolana dedicada a la investigación, enseñanza y difusión de música barroca y renacentista de Europa y América. Desde 1978 la camerata ha cumplido un extenso programa de presentaciones en Venezuela y otros países, siempre bajo la dirección de su fundadora y directora artística, la maestra Isabel Palacios. La Camerata ha realizado presentaciones musicales de diversos compositores, que incluyen a Peri, Caccini, Da Gagliano, Frescobaldi, Gastoldi, Banchieri, Barsanti, y Monteverdi. Creatividad, genio, pasión y sensibilidad han sido atributos señalados por la crítica para referirse a la labor realizada por esta organización.

## Integrantes
Entre los músicos que han sido integrantes de la Camerata se encuentran: Talia Guerrero, Luis Cabrera, Jerónimo Ramos, Natalia Díaz, Claudia García, Yenny Quintero, Greilys Bracho, Martín Camacho, Luis Jaspe, Luis Magallanes, Raimer Gil, Rafael Mogollón, Oriana Ortiz, Miguely García, Darvis Coronado, Wilfredo Villavicencio, Rafael Espinoza, Abraham Camacho, Luciana Kube Tamayo y José Rafael Silva. También William Alvarado, Aída Navarro, Siew Tuan Loh, Gisella Hollander, Francisco Salazar, Mariana Ortíz, Carlos Godoy, Carlos Miguel Omaña, Juan Rodríguez, Rubén Riera, Oscar Galián, Carlos Guzmán, Eddy Marcano, María Esther Jiménez, Rubén Guzmán, Antonio Aray, Luis Enrique Wilson, Bartolomé Díaz, y el fallecido músico chileno Fernando Silva-Morvan.

## Presentaciones
La Camerata de Caracas ha cumplido presentaciones en Venezuela, Colombia, Estados Unidos, España, Francia, y el Reino Unido, entre otros países .

## Discografía
- Colombia : musique à la Cathédrale Santa Fé de Bogotá, OCLC:ocm50440659 (aproximadamente 51 min) , Camerata Renacentista de Caracas, Palacios, Isabel, conductor, Catedral de Santa Fe de Bogotá, 1997, Publicación: France: K617, Serie Chemins du Baroque, Harmonia Mundi, [2002][14]
  - Contenido: Villancico al Nacimiento ; Villancico a Santa Bárbara ; Letra al Nacimiento / José Cascante -- Toca la flauta / Alonso Torices -- A la fuente de bienes / Juan de Herrera -- Sabado sancto ad visperas / Domine ad adjuvandum / anónimo -- Magnificat secundus tonus ; Salve Regina / Gutierre Fernández Hidalgo -- Pues mi Dios ha nacido / Matias Durango -- Solo "a nuestra Señora de la Soledad" / Misa de difuntos : a cinco voces. Introitus (2:55). Kyrie (1:12). Graduale (2:24). Offertorium (2:23). Sanctus (1:46). Agnus Dei (1:41) / Juan de Herrer
- Flecha: Salades & Bombes Catalanes - Herrera: Misa de Difuntos & Santa Fé de Bogotá, 2017.[15]
- Collegium Musicum “Fernando Silva-Morvan” and Camerata Barroca de Caracas.Monumenta Vol. II. La Música Colonial Venezolana. CD FD398200945, 2018.[16]

- Datos: Q115800473

1. ↑  «Un Minuto con las Artes - Autores». www.unminutoconlasartes.com. Consultado el 19 de diciembre de 2022.
2. ↑  «Voces de la Camerata de Caracas muestran el». El Universal. 16 de diciembre de 2021. Consultado el 20 de diciembre de 2022.
3. ↑  «Isabel Palacios: el canto de una criolla principal | Clímax». elestimulo.com. 15 de junio de 2015. Consultado el 18 de diciembre de 2022.
4. ↑  Redazione (26 de enero de 2022). «Camerata de Caracas ofrece “Cercanía con la Música” desde febrero». La Voce d'Italia (en it-IT). Consultado el 18 de diciembre de 2022.
5. ↑  Borges, Helio (31 de octubre de 2017). «FOR LOVE OF ART. METAPHORS FOR A COUNTRY AND FOR THE WORLD». Medium (en inglés). Consultado el 19 de diciembre de 2022.
6. ↑  Guitarrista62 (24 de enero de 2008). «30 años de la Camerata de Caracas». La Guitarrista. Consultado el 19 de diciembre de 2022.
7. ↑  «Camerata renacentista de Caracas, ensamble vocal e instrumenta (Venezuela)». babel.banrepcultural.org. Consultado el 19 de diciembre de 2022.
8. ↑  Tiempo, Casa Editorial El (12 de abril de 1995). «LOS NIÑOS CANTORES:». El Tiempo. Consultado el 21 de diciembre de 2022.
9. ↑  «Search». Newspapers.com (en inglés). Consultado el 19 de diciembre de 2022.
10. ↑  País, El (22 de septiembre de 1993). «La Casa de América enseña Venezuela durante mes y medio». El País. ISSN 1134-6582. Consultado el 21 de diciembre de 2022.
11. ↑  Aloy, Patricia. «La Camerata de Caracas presenta la Ópera L’ Orfeo este fin de semana». www.agoramagazine.it (en it-it). Consultado el 19 de diciembre de 2022.
12. ↑  «Teatro Teresa Carreño presenta Ciclo Coral Sacro del 20 al 24 de abril». Alba Ciudad 96.3 FM. Consultado el 19 de diciembre de 2022.
13. ↑  News, The EL (5 de diciembre de 2022). «"Camino a Belén" Las Voces de la Camerata..!!». The EL News. Consultado el 19 de diciembre de 2022.
14. ↑  Colombia : musique à la Cathédrale Santa Fé de Bogotá, France : K617 : Harmonia Mundi distribution, [2002] ℗1997, 2002, consultado el 19 de diciembre de 2022.
15. ↑  «Flecha: Salades & Bombes Catalanes - Herrera: Misa de Difuntos & Santa Fé de Bogotá, Camerata Renacentista de Caracas, 2017».
16. ↑  Hudde, Hermann (2018). «Review of "Collegium Musicum 'Fernando Silva-Morvan' and Camerata Barroca de Caracas. Monumenta Vol. II. La Música Colonial Venezolana. CD FD398200945."». Diagonal: An Ibero-American Music Review (en inglés) 3 (2). doi:10.5070/D83244280. Consultado el 19 de diciembre de 2022.